# Bampurius trilunulatus
Bampurius trilunulatus är en insektsart som beskrevs av Dlabola 1984. Bampurius trilunulatus ingår i släktet Bampurius och familjen dvärgstritar. Inga underarter finns listade i Catalogue of Life.